# Videoprojector

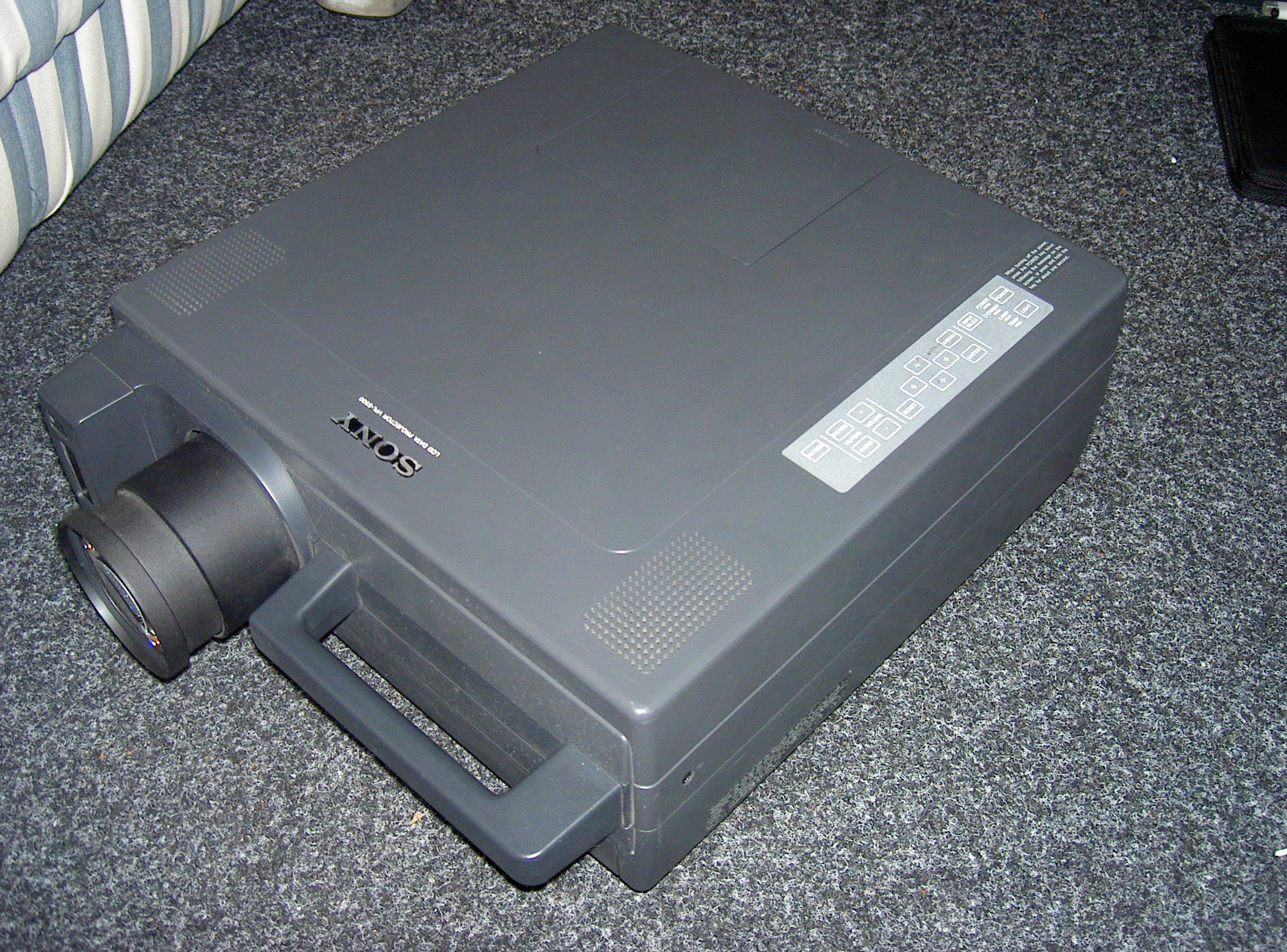
Een videoprojector

Een beamer of videoprojector is een projector voor video- of computerbeelden. Het apparaat kan worden gezien als de digitale vervanger van de diaprojector, filmprojector en de overheadprojector. Er waren twee gangbare typen beamers, gebaseerd op lcd en op DLP, maar daar zijn er in de loop van de tijd meer bijgekomen.
Het woord beamer is geen bestaand Engels woord, maar een in het Nederlands bedacht woord, afgeleid van het Engelse beam voor straal of lichtbundel. Beamer is ook in het Duits ingeburgerd. Men noemde het in Nederland eerst ook een videokanon of zoals in het Engels videoprojector, maar beamer is tegenwoordig gebruikelijk.

## Oudere systemen

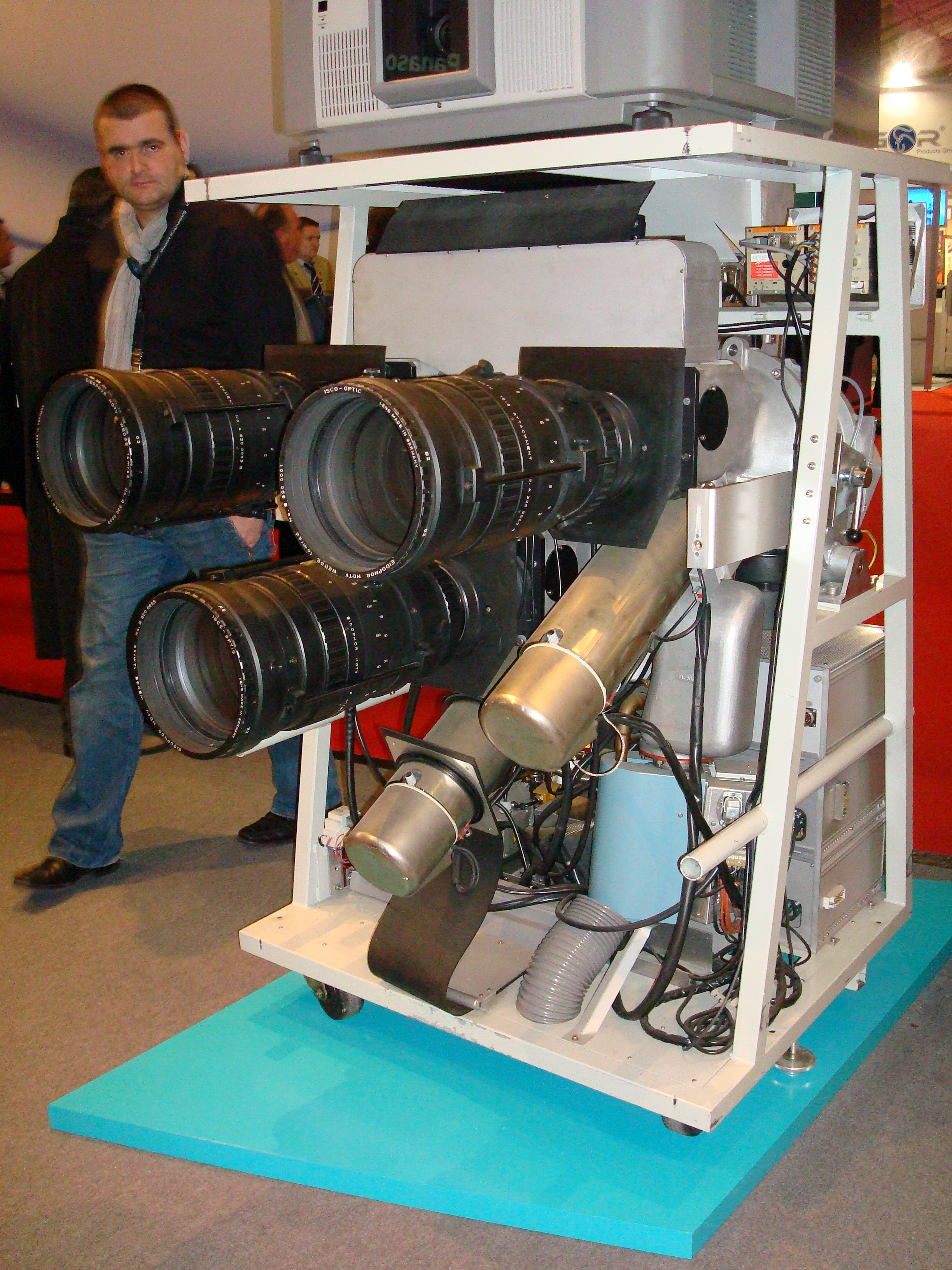
Eidophor

Het eerste videoprojectiesysteem is de Eidophor, in 1939 uitgevonden door Fritz Fischer. Hierbij wordt een elektronenkanon gericht op een laagje olie op dezelfde manier als waarop de elektronenstraal het beeld aftast in een normale beeldbuis. De oppervlakte van de olie wordt daardoor vervormd, zodat een erop gerichte sterke lichtbundel meer of minder afgebogen wordt. Het zo ontstane beeld wordt met lenzen op een scherm geprojecteerd (zie ook het artikel Schlierenoptica). Doordat het licht van een externe lamp komt heeft de Eidophor een zeer helder en contrastrijk beeld. Het systeem is echter zeer kostbaar.
Daarna waren er ook videoprojectoren met kleine, extreem heldere beeldbuisjes, die via een lens op een scherm geprojecteerd werden. Voor kleur waren drie projectiesystemen met rode, groene en blauwe filters nodig. Deze moesten zo uitgelijnd (geconvergeerd) worden dat de drie deelbeelden op het projectiescherm precies over elkaar heenvielen. Omdat dit uitlijnen een tijdrovend karwei was werden deze schermen vooral in vaste opstellingen gebruikt.

## Lcd Liquid Crystal Display
Op de plaats waar in een diaprojector het diapositief zich bevindt (tussen lamp en projectielens dus) bevindt zich in de projector een klein lcd (Liquid Crystal Display), voorzien van een raster in de drie basiskleuren rood, groen en blauw. Door computermatige aansturing van de elementjes in dit kleine scherm wordt een transparant en dus projecteerbaar kleurenbeeld gegenereerd.
Duurdere projectoren werken met drie lcd's, voor elke basiskleur een. De beelden worden bij de projectie tot één kleurenbeeld gemengd. Voordeel van het type projector is dat het 'regenboogeffect' dat bij DLP wel voorkomt bij lcd niet voorkomt, nadeel is dat het raster tussen de afzonderlijke lcd-beeldpunten beter zichtbaar is. Dit nadeel kan echter deels verholpen worden door de projector net niet helemaal scherp te stellen.

## DLP Digital Light Processing
Een ander type projector, DLP (Digital Light Processing) genaamd, werkt niet met een lcd, maar met een DMD (Digital Micromirror Device - uitgedacht door Texas Instruments), een chip waarop zich honderdduizenden microscopisch kleine spiegeltjes bevinden. Elk spiegeltje komt met een beeldpunt overeen.
Het licht valt op deze spiegeltjes door een ronddraaiend kleurenwiel dat in drie segmenten is verdeeld: de drie basiskleuren Rood-Groen-Blauw (RGB). Daardoor worden de spiegeltjes afwisselend in die kleuren belicht. Alle beeldpunten van het te projecteren beeld die de betreffende kleur hebben, klappen de overeenkomstige spiegeltjes om waardoor het licht in die kleur door de lens naar het scherm wordt geprojecteerd.
Het kleurenwiel maakt vele omwentelingen per seconde en de spiegeltjes klappen in hetzelfde tempo of veelvoud ervan (tot enkele duizenden keren per seconde) ook telkens om als de juiste kleur een spiegeltje belicht. Het tempo bepaalt de helderheid van de betreffende kleur - tot 1024 helderheidsnuances. Door telkens de drie basiskleuren door hetzelfde spiegeltje af te beelden kunnen 16 miljoen kleurschakeringen worden gemaakt.
Dit type projector bestaat ook in, zeer kostbare, uitvoeringen met drie DMD's met elk een eigen kleurenfilter, dus zonder kleurenwiel. Deze methode geeft wel complete beelden in alle drie de RGB kleuren tegelijk en kan 35 biljoen kleurschakeringen produceren. Deze installaties vindt men in commerciële digitale bioscopen.
Nadeel van DLP projectie met een enkele DMD en een kleurenwiel is dat een beeld niet als geheel wordt geprojecteerd maar telkens in opeenvolgende RGB kleuren. Mensen die hiervoor gevoelig zijn kunnen dit waarnemen als "regenboogeffect" (rainbow effect) als de ogen snel het beeld aftasten. Vooral bij heldere objecten (en witte ondertitels) ziet men dan randen in de kleuren rood-groen-blauw: de regenboog. Door verhoging van de rotatiesnelheid van het kleurenwiel of door meerdere malen de RGB-kleuren als segmenten op het wiel te plaatsen, kan dit effect goeddeels worden gecompenseerd maar niet compleet verwijderd. Voordelen van de DLP projectiewijze is de grotere kleurgetrouwheid van het beeld en minder opvallende beeldpunten.

## Lichtsterkte
De lichtsterkte van de beamer is van belang voor projectie in donkere of (half)verlichte ruimten. Voor een verduisterde huisbioscoop is met 800-1000 Ansi-lumen prima resultaat te bereiken. Voor schemerige ruimten voldoet 1100-2000 Ansi-lumen. Hogere waarden zijn vooral bedoeld voor daglichtprojectie bij zakelijke presentaties, niet voor filmweergave in een huisbioscoop. Het zeer heldere beeld geeft dan een uitgebeten witte weergave en als toeschouwer in volle duisternis moet je aan een lasbril denken om het felle licht te temperen. Minder fel verdient dan zeker de voorkeur.

## Afbeeldingsverhouding 4:3 of 16:9
De lcd- of DLP-projector bedoeld voor huisbioscoopgebruik heeft als normale ("native") verhouding hetzij 4:3 (standaard tv) of 16:9 (breedbeeld). Hoewel ze ook de andere verhouding goed kunnen weergeven, gaat dit altijd gepaard met zwarte balken boven en onder het beeld ("letterbox" - breedbeeld op 4:3) of links en rechts ervan ("pillarbox" - standaard op 16:9). Zwarte balken betekent dat de overeenkomstige lcd-cellen of DLP-spiegeltjes feitelijk niet voor de beeldopbouw worden gebruikt en men dus niet optimaal gebruikmaakt van de mogelijke resolutie. Het is dus een afweging of men vooral het breedbeeld of standaard tv formaat optimaal weergeeft en met minder genoegen neemt in de niet-native beeldmaat.
Het televisiebeeld is bij PAL altijd 720x576 pixels (hoogte x breedte) voor zowel standaard als breedbeeld formaat. Lcd- en DLP-resoluties die lager zijn (zoals 600x400) zullen nooit het beeld in volledige kwaliteit kunnen weergeven. Is de resolutie hoger, dan worden de tv-beeldpunten proportioneel over meerdere lcd-cellen of DLP-spiegels "uitgesmeerd". Daarmee wordt een televisiebeeld niet scherper (het heeft maar 720x576 pixels) maar het beeld blijft egaler en niet zo blokkerig. Voor High Definition beelden met veel meer pixels dan standaard PAL is natuurlijk een evenveel hogere Lcd/DLP-standaard resolutie nodig (1920 x 1080).

## Doe het zelf-beamer
Men kan ook zelf een beamer maken. Dit wordt wel een Do-It-Yourself beamer genoemd. De methode is vaak gebaseerd op het gebruik van een plastic fresnelring die als lens wordt gebruikt om het lichtgevende beeld van een gewoon televisiescherm vergroot af te beelden. Deze afbeelding is veruit inferieur aan die van de echte beamer en heeft een zwakke lichtsterkte. Als experiment misschien leuk, maar verder teleurstellend. Een andere methode is het losmaken van de tft-plaat uit een beeldscherm en deze op een oude overheadprojector te leggen. Hiervoor is wel wat elektronicakennis nodig, maar het resultaat kan redelijk bruikbaar zijn. Rond de jaren 1990, toen overheadprojectoren nog vrij algemeen waren, werden voor dit doel ook kant-en-klare panelen verkocht. Deze panelen konden dan ook worden gebruikt om de werking van een bepaald computerprogramma uit te leggen. Hiervoor werd zo'n paneel dan aangesloten op een computer, zodat het beeld daarvan met behulp van de overheadprojector kon worden geprojecteerd.

## Wetenswaardigheden
- Met een beemer wordt in het Engels een BMW bedoeld.